# Ciclone Catarina
Il ciclone Catarina è stato un raro ciclone tropicale dell'Atlantico del Sud che ha colpito il sud-est del Brasile alla fine del marzo 2004.

## Storia meteorologica
Il 12 marzo, un nucleo freddo stazionario si stabilì in mare aperto sud del Brasile. Un disturbo si formò il 19, e si mosse ad est-sud-est fino al 22, quando una cresta a sud-est lo rese stazionario. Con venti favorevoli eccezionalmente insoliti e con un piano superiore leggermente sotto la media, insieme ad acqua marginalmente calda (24-26 °C) entro il 24 il sistema diventava una tempesta subtropicale. Situato 630 miglia (1.010 chilometri) a est-sudest di Florianópolis, Catarina si dirigeva lentamente verso ovest, e sembrava diventare una tempesta tropicale il 25 marzo.
Diventata una tempesta compatta, essa continuava a dirigersi verso ovest, mentre costantemente s'intensificava. La struttura della tempesta ha continuato a migliorare, mentre a causa dell'apparizione del occhio sui satelliti, il 26 marzo la tempesta era destinata a diventare un uragano. Un giornale brasiliano indicò che un "furacão" (uragano) minacciava Santa Catarina. Anche grazie a questo titolo, la tempesta venne ufficiosamente chiamata Catarina. Ha poi continuato a incontrare condizioni favorevoli e ha raggiunto un picco di 100 mph (160 km/h), con venti sostenuti il 28, che ha reso la tempesta l'equivalente di un uragano di categoria 2 sulla scala Saffir Simpson. Le raffiche hanno successivamente raggiunto un picco di circa 110 mph (180 km/h). Il ciclone si è abbattuto con quella intensità, colpendo la città di Torres. Catarina si è rapidamente dissipata dopo aver toccato terra, come un normale ciclone tropicale.

## Rarità di formazione

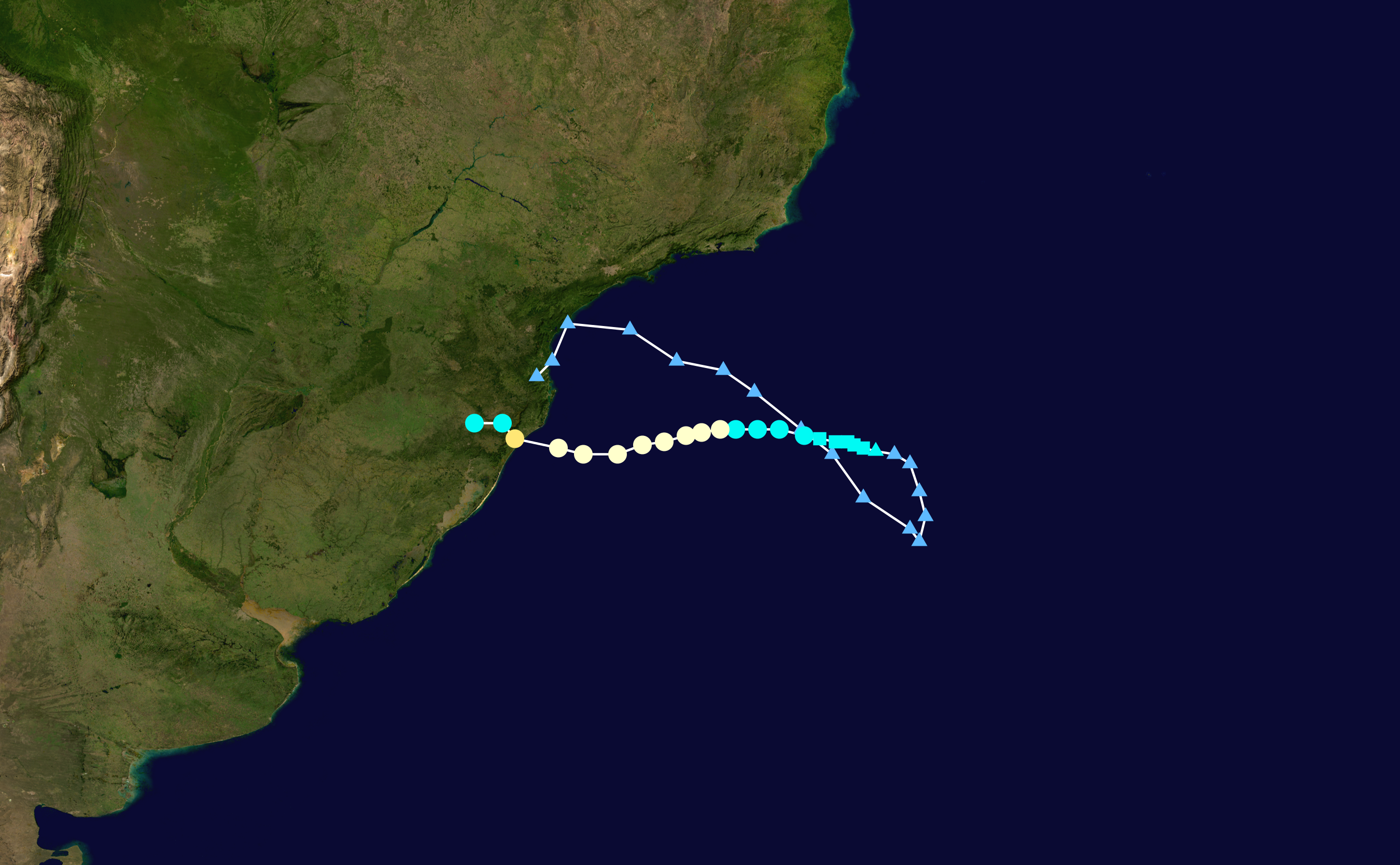
Il percorso di Catarina.

Di solito, i cicloni tropicali non si formano nell'Atlantico meridionale, a causa del forte shear superiore, per le temperature dell'acqua non particolarmente alte e per la mancanza di una zona di convergenza. Occasionalmente però, come si è visto nel 1991 e all'inizio del 2004, le condizioni possono diventare leggermente favorevoli. Per Catarina, è stata una combinazione di anomalie climatiche e atmosferiche. La temperatura dell'acqua sul sentiero di Catarina ha oscillato tra i 24 e i 25 °C, minore dei 26,5 °C che servono per la formazione di un normale ciclone tropicale, ma sufficiente per una tempesta di origine baroclina.

## Impatto
Come ogni ciclone tropicale, Catarina ha portato con sé pesanti inondazioni. La tempesta ha danneggiato circa 40.000 case e ne ha distrutte 1.500. L'85% del raccolto di banane e il 40% del raccolto di riso è andato perso. I danni totali sono stati stimati a circa 350 milioni di dollari. Inoltre, sono morte tre persone e 75 persone sono rimaste ferite. Circa 2.000 persone sono rimaste senza casa dopo il passaggio di Catarina.
Al Passo de Torres, molti cantieri sono stati distrutti, in quanto non sono stati progettati per resistere alle differenze di pressione causate dai venti di Catarina. Nei pressi del fiume Mampituba, una casa è letteralmente volata via per circa 50 metri (165 piedi), atterrando in un altro stato: in origine fu costruita nel comune di Torres del Rio Grande do Sul, eppure fu ritrovata a Passo de Torres, all'interno di Santa Catarina. Nelle zone rurali, i campi di mais, banane, riso hanno ricevuto i danni maggiori, anche se coltivatori di riso sono stati in grado di recuperare parzialmente le perdite.